# ゾーンモド
ゾーンモド（モンゴル語: Зуунмод、ズーンモドとも）は、モンゴル中央部の都市。

## 概要
首都ウランバートルの南30kmに位置するトゥブ県の県都である。市域は19.18平方キロ。

## 地理

### 位置
ウランバートルから43kmのところにあるボグド・ハーン山の南麓にあたる。

### 人口
人口は1万4660人（2006年）。

## 歴史
市は1942年に県の中心地として設立された。これ以前はウランバートルがトゥブ県の県都であった。

## 対外関係

### 姉妹都市・提携都市
- 浦河町（日本国 北海道 日高振興局 浦河郡）

## 経済

### 第一次産業

#### 畜産業
放牧
2004年の統計によると、市内には約2万4000頭の家畜がいる。内訳はヤギが8500頭、ヒツジが1万2000頭、ウシが2000頭、ウマが若干数で、ラクダはいない。

## 観光

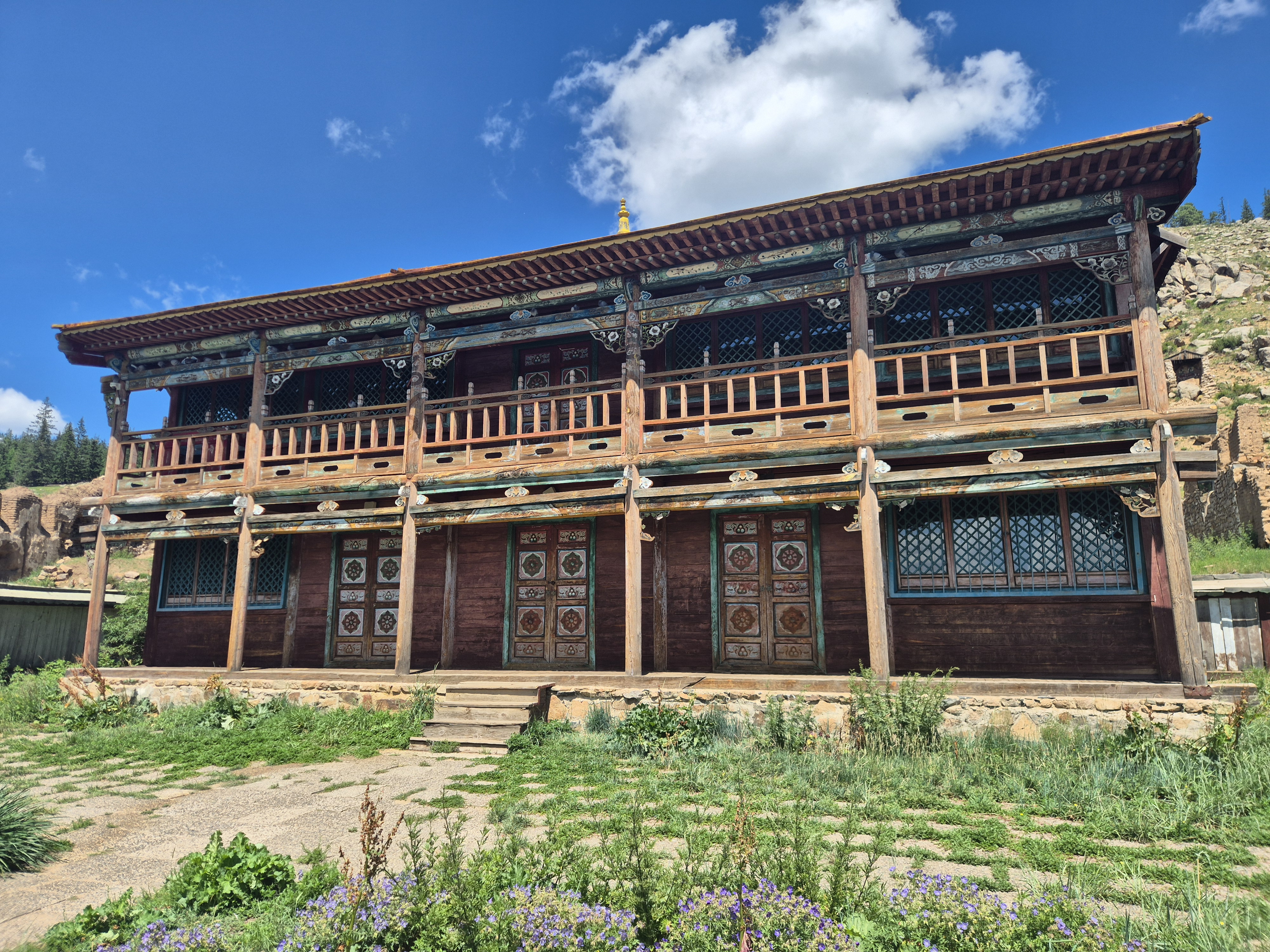
ゾーンモド寺院

### 名所・旧跡
主な寺院
- ゾーンモド寺院